# クロコダイル・ダンディー in L.A.
『クロコダイル・ダンディー in L.A.』（Crocodile Dundee in Los Angeles）は、サイモン・ウィンサー監督、ポール・ホーガン製作・主演による2001年の映画である。『クロコダイル・ダンディー』シリーズの第3作であり、『クロコダイル・ダンディー2』（1988年）以来13年ぶりとなる続編である。

## あらすじ
クロコダイル・ダンディーことミック・ダンディーは、妻のスーと息子のマイキーと共に故郷のオーストラリアで暮らしていたが、ワニ狩が禁止となり、今ではツアー・ガイドに転職していた。あるとき、スーが転勤することとなり、ダンディー一家はロサンゼルスへと移ることとなる。

## キャスト
| 役名                                    | 俳優                   | 日本語吹替1 | 日本語吹替2 |
| --------------------------------------- | ---------------------- | ----------- | ----------- |
| マイケル・J・"クロコダイル"・ダンディー | ポール・ホーガン       | 小島敏彦    | 樋浦勉      |
| スー・チャールトン                      | リンダ・コズラウスキー | 堀越真己    | 弘中くみ子  |
| アーナン・ロスマン                      | ジェレ・バーンズ       | 津田英三    |             |
| ミロス・ドラブニック                    | ジョナサン・バンクス   | 遠藤純一    |             |
| ジャッコ                                | アレック・ウィルソン   | 辻親八      | 谷昌樹      |
| ナゲット                                | ジェリー・スキルトン   |             |             |
| ドンク                                  | スティーヴ・ラックマン |             |             |
| マイキー・ダンディー                    | サージ・コックバーン   | 増田ゆき    | 小桜エツコ  |
| ジーン・フェラーロ                      | アイダ・タートゥーロ   |             |             |
| ディエゴ                                | ポール・ロドリゲス     |             |             |
| ミス・マシス                            | ケイトリン・ホプキンス |             |             |
| 本人役                                  | マイク・タイソン       |             | 小池浩司    |
| 本人役                                  | ジョージ・ハミルトン   |             |             |

- 日本語吹替1 - ソフトに収録。

その他声の出演：堀本等、水内清光、すずき紀子、坂口賢一、岡和男、相沢正輝、水野龍司、山門久美、佐藤晴男、後藤敦、柳沢真由美、斎藤恵理
演出：神尾千春、翻訳：前田美由紀、制作：ACクリエイト
- 日本語吹替2 - 詳細不明。廉価版DVDのパッケージに誤って記載されている。

## 評価
Rotten Tomatoesでは79個のレビューで11%の支持率であり、平均点は10点満点で3.6点となった。第22回ゴールデンラズベリー賞では最低リメイク・続編賞にノミネートされた。